# Bebra
Bebra – miasto w Niemczech, w kraju związkowym Hesja, w rejencji Kassel, w powiecie Hersfeld-Rotenburg.

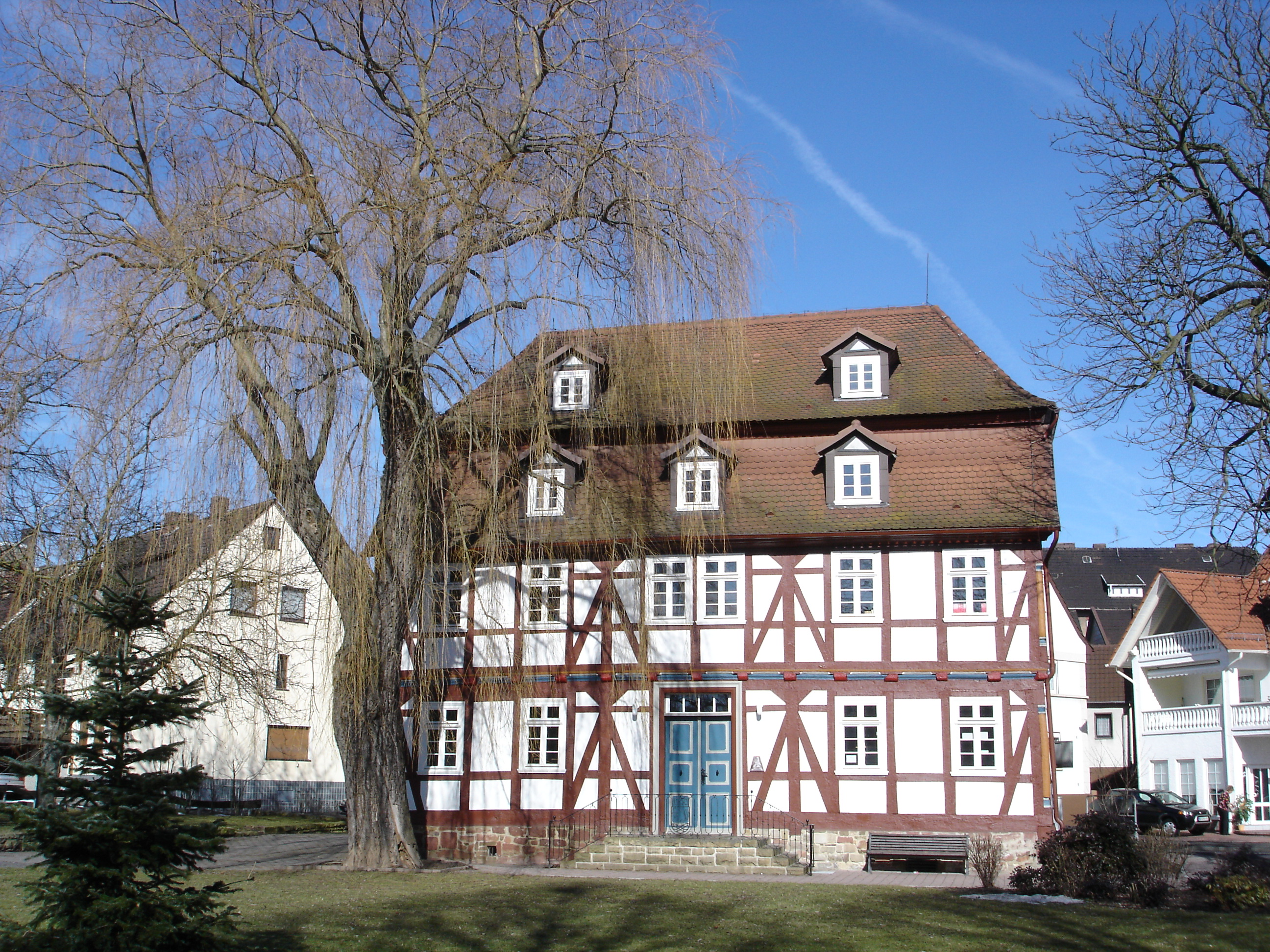
Stary Ratusz

## Współpraca
Miejscowości partnerskie:
- Friedrichroda
- [[Knaresborough| Knaresborough]]